# Lissakowsk

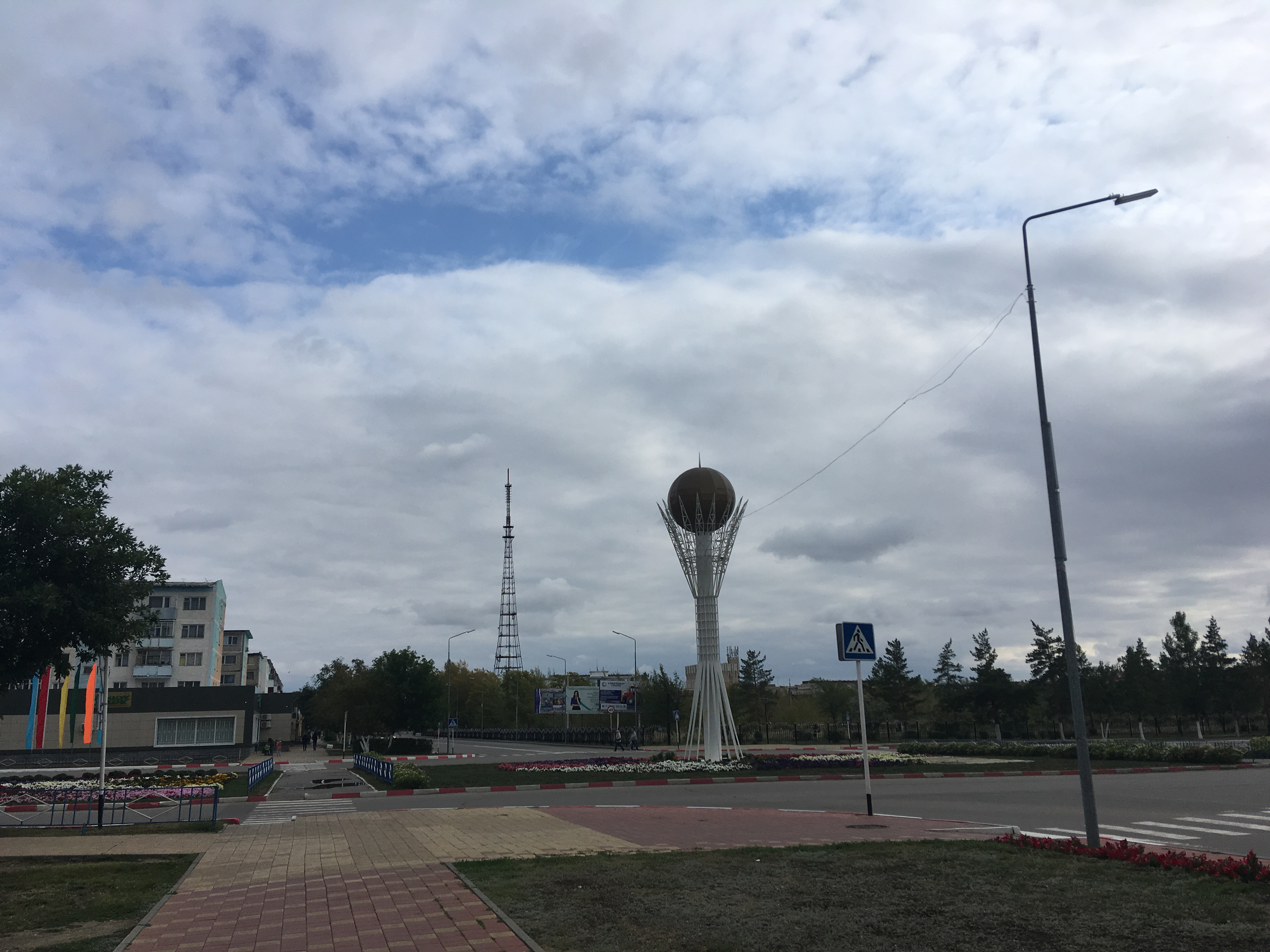
Baiterek in Lissakowsk

Lissakowsk (kasachisch und russisch Лисаковск) ist eine Stadt in Kasachstan. Sie liegt im Norden des Landes im Gebiet  Qostanai am Fluss Tobol und hat rund 35.000 Einwohner.

## Geschichte
Lissakowsk wurde 1950 als Siedlung rund um ein Eisenerz-Bergbaukombinat gegründet, es erhielt 1971 den Status einer Stadt. Die Stadt trägt einen Fuchs im Wappen, da ihr Name mit dem entsprechenden russischen Wort лиса/lissa in Verbindung gebracht wird. Allerdings bestand unweit der heutigen Stadt seit Beginn des 20. Jahrhunderts ein Dorf namens Lyssakowka, später auch in der Schreibweise Lissakowka, dessen Name eher auf den Familiennamen Lyss(j)ak zurückzuführen ist, abgeleitet vom russischen Wort лысый/lyssy für „kahl“ oder auch „kahlköpfig“. Zum Zeitpunkt der Stadtgründung existierte das Dorf aber nicht mehr, beziehungsweise ging es mit der Erschließung des Tagebaus unter. Die ursprüngliche Bedeutung des Namens wurde für die neue Stadt als unpassend erachtet.
Das Stadtbild ist geprägt durch einen großen Fernsehturm, der an den Eiffelturm in Paris erinnert.

## Bevölkerung
| Einwohnerentwicklung | Einwohnerentwicklung | Einwohnerentwicklung | Einwohnerentwicklung | Einwohnerentwicklung | Einwohnerentwicklung |
| 1970                 | 1979                 | 1989                 | 1999                 | 2009                 |                      |
| -------------------- | -------------------- | -------------------- | -------------------- | -------------------- | -------------------- |
| 11.208               | 24.602               | 33.134               | 34.540               | 36.622               |                      |

## Wirtschaft
In Lissakowsk sind rund 450 Unternehmen registriert. Die Wirtschaft der Stadt ist vor allem durch Industriebetriebe geprägt; rund fünf Prozent der gesamten Industrieproduktion des Gebietes Qostanai entfällt auf Lissakowsk, wobei der Bergbau mit Abstand der wichtigste Wirtschaftszweig ist. Südlich der Stadt befindet sich der Bergbaubetrieb Krasnooktjabrskoje, in dem seit 1950 Bauxit gefördert wird. Heute gehört er zum Unternehmen Aluminium Kasachstan und beschäftigt rund 2200 Mitarbeiter. In der Nähe wird außerdem Eisenerz durch ein Tochterunternehmen von ArcelorMittal Kasachstan abgebaut.

## Persönlichkeiten
- Xenija Schalygina (* 1998), Skilangläuferin